# نهائي كأس ولي العهد السعودي 2013
نهائي كأس ولي العهد السعودي 2013 هي مباراة تحديد الفائز بكأس ولي العهد السعودي. اقيمت المباراة في ملعب الملك فهد الدولي بمدينة الرياض بتاريخ 22 فبراير 2013 وقد فاز بالمبارة نادي الهلال بالمبارة بضربات الترجيح.